# Jamie Muir
Jamie Muir (Edimburgo, Escocia; 30 de noviembre de 1943-Cornualles, Inglaterra; 17 de febrero de 2025) fue un percusionista británico, conocido sobre todo por su trabajo en King Crimson. Se dedicó a la pintura en sus últimos años.

## Biografía
Muir estudió en el Edinburgh College of art durante los años sesenta y comenzó a tocar jazz como trombonista.
Más tarde se pasó a la percusión.
Tras trasladarse a Londres, Muir trabajó con el coreógrafo Lindsay Kemp, participando en improvisaciones, grabaciones en estudio y actuaciones en vivo con Derek Bailey y Evan Parker en la Music Improvisation Company de 1968 a 1971. Muir integró en su repertorio de instrumentos de percusión objetos variados que había ido encontrándose. Hablaba de "acercarse a la basura respetando por completo su condición de basura" y declaraba que "El camino para descubrir lo no descubierto es rechazar de inmediato todas las situaciones en cuanto las identificas (la nube del desconocimiento) - lo que supone darle a la música un futuro".
Durante este período también tocó en el grupo Boris con Don Weller y Jimmy Roche (que formaron más tarde el grupo de jazz-rock Major Surgery) y el grupo Assagai, junto a Alan Gowen y otros. 
Muir fue miembro de King Crimson desde mediados de 1972 hasta comienzos de 1973. Dentro del grupo, Muir utilizaba a veces una batería, pero generalmente contribuía al sonido del grupo con una amplia variedad de instrumentos de percusión que utilizaba para obtener sonidos inusuales, como campanas, kalimbas, mbiras, sierras, agitadores, sonajeros, objetos encontrados y tambores variados. Muir apareció sólo en uno de los discos de estudio del grupo, Larks' Tongues in Aspic; en los últimos años DGM ha publicado varias grabaciones en directo del grupo con Muir. David Cross, violinista de King Crimson, indica que "Aprendimos muchísimo de Jamie. Verdaderamente, él era al principio el catalizador del grupo y abría nuevas áreas para que las explorara Bill" (Bill Bruford, el batería 'convencional' del grupo), "afectándonos también a los demás".
En 1972 Muir decidió adoptar un estilo de vida ascético, de acuerdo a los estrictos principios budistas. Abandonó de repente el grupo para vivir en Kagyu Samyé Ling, un monasterio budista escocés. Acababa de terminar su contribución al disco Larks' Tongues, que se publicó tras su partida. La prensa inglesa de la época atribuyó su decisión a "heridas reiteradas sufridas durante las actuaciones", una frase que se atribuye a la compañía discográfica que llevaba a la banda, E'G.
En 1980, Muir volvió a la escena musical de Londres, grabando con Evan Parker y Derek Bailey. También participó en la banda sonora de la película Ghost Dance (1983), colaborando con David Cunningham y con otro músico que participó en King Crimson, el batería Michael Giles. La banda sonora no se publicó hasta 1996.
Desde entonces, Muir ha abandonado por completo el negocio de la música y actualmente dedica sus energías a la pintura.